# Daviesia divaricata
Daviesia divaricata är en ärtväxtart som beskrevs av George Bentham. Daviesia divaricata ingår i släktet Daviesia, och familjen ärtväxter. Inga underarter finns listade i Catalogue of Life.